# Глухой переднеязычный носовой согласный
Глухой переднеязычный носовой согласный — согласный звук, обозначаемый в фонетической транскрипции знаком [n̥] или [n̊].

## Характеристика звука
- Место образования: переднеязычный
- Способ образования: смычный
- Шумный согласный, глухой
- Пульмонический согласный

## Распространение
| Язык                         | Пример  | В транскрипции | Значение             |
| ---------------------------- | ------- | -------------- | -------------------- |
| Бирманский язык              | နှာ       | [n̥à]           | «нос»                |
| Валлийский язык              | fy nhad | [və n̥ad]       | «мой отец»           |
| Исландский язык              | hné     | [n̥jɛː]         | «колено»             |
| Кильдинский саамский язык    | чоӊтэ   | [tʃɔn̥te]       | «поворачивать»       |
| Халапанский масатекский язык | [n̥ɛ]    | [n̥ɛ]           | «водопад»            |
| Центрально-юпикский язык     | ceńa    | [tsəˈn̥a]       | «край»               |
| Эстонский язык               | lasn    | [ˈlɑsn̥]        | деревянная лопаточка |